# Klenov
Klenov és un poble i municipi d'Eslovàquia. Es troba a la regió de Prešov, al nord del país.

## Història
La primera referència escrita de la vila data del 1330.

## Demografia
| Godina             | 1994 | 2004 | 2014    | 2024 |
| ------------------ | ---- | ---- | ------- | ---- |
| Nombre de persones | 250  | 205  | 231     | 231  |
| Diferència         |      | −18% | +12,68% | +0%  |

| Godina             | 2023 | 2024   |
| ------------------ | ---- | ------ |
| Nombre de persones | 226  | 231    |
| Diferència         |      | +2,21% |